# Clermontia oblongifolia
Clermontia oblongifolia är en klockväxtart som beskrevs av Charles Gaudichaud-Beaupré. Clermontia oblongifolia ingår i släktet Clermontia, och familjen klockväxter.

## Underarter
Arten delas in i följande underarter:
- C. o. brevipes
- C. o. mauiensis
- C. o. oblongifolia